# Džezajirli Gazi Hasan Paša
Džezajirli Gazi Hasan Paša ali Hasan Paša Alžirec  (turško Cezayirli Gazi Hasan Paşa) je bil general, veliki admiral (kapudan paša) (1770-1790) in veliki vezir (1790) Osmanskega cesarstva, * 1713, † 19. marec 1790.

## Poreklo
Znano je, da ga je kot gruzijskega sužnja v vzhodni Turčiji kupil turški trgovec iz Teksirdağa in ga obravnaval in vzgojil kot svojega otroka.

## Kariera
Vstopil je v osmansko vojsko, se hitro vzpenjal proti vrhu vojaške hierarhije in bil nekaj časa med pirati pred afriško obalo s sedežem v Alžiru. Od tod izvira njegov vzdevek Cezayirli, ki v turščini pomeni "iz Alžira".  Bil je poveljnik flote med bitko pri Česmi  in   izvlekel sile pod svojim poveljstvom iz splošne katastrofe, ki je prav tam doletela osmansko floto. V osmansko prestolnico je prispel s slabimi novicami, a je bil zaradi lastnih dosežkov povišan najprej v načelnika štaba in pozneje v velikega vezirja. Pregnal je rusko floto, ki je ustanovila bazo na egejskem otoku Lemnos.
Vse kaže, da se je takoj po porazu pri Česmi skupaj s svojimi možmi nastanil pri lokalnem duhovniku v Ajvaliku, ki ni vedel, kdo so. Hasan Paša ni pozabil na njegovo prijaznost v tistem kriznem času in pozneje dodelil navidezno avtonomijo mestecu Ajvalik, v katerem so  prevladovali Grki. Ajvalik je  v 19. stoletju postal pomembno kulturno središče grške populacije v Osmanskem cesarstvu.
Poraz je Hasan Pašo spodbudil, da je leta 1773 ustanovil ladjedelnico Zlati rog, ki se je kasneja razvila v Osmansko mornarišk akademijo za pomorsko inženirstvo.
Poleti 1775 je blokiral Akro, da bi preveril moč avtonomnega arabskega vladarja Palestine Zahirja al Umarja. Od  Zahirja je za prekinitev obleganja zahteval  50.000 piastrov. Zahir je zahtevo ultimativno zavrnil, zato je Hasan Paša začel obstreljevati mesto. Turški topničarji v Akri se niso zmenili za  Zahirjeve ukaze in namerno streljali mimo Hasan Pašinih ladij. Zahir je poskušal pobegniti iz mesta, vendar so ga ujeli in usmrtili.
Leta 1786 je Hasanu Paša na ukaz sultana Abdul Hamida I.  odplul v Egipt, da bi od tam izgnal memeluške emirje na čelu z Ibrahim Begom in Murat Begom, ki so postali de facto vladarji province. V Egipt je priplul v začetku avgusta 1786 in uspešno opravil nalogo  in za približno leto dni postal dejanski osmanski guverner Egipta (po njegovi smrti so mameluki ponovno prišli na oblast).  Po njegovem odhodu je osmanski guverner Egipta postal njegov dolgoletni pomočnik in namestnik Ismail Paša Tripolitanec.
V rusko-turški vojni 1787-1792 je Hasan paša, star  85 let, poveljeval turškim četam v začetnih kampanjah in sodeloval v akciji 17. junija 1788, bitki pri Fidoniziju in obleganju Očakova.

## Smrt
Umrl je 19. marca 1790 zaradi bolezni ali morda zastrupitve. Njegov spomenik stoji v turističnem mestu  Çeşme. Na spomeniku je upodobljen tudi lev, ki ga je udomačil med bivanjem v Afriki in ga jemal s seboj, kamor je šel.